# Radiaster tizardi
Radiaster tizardi är en sjöstjärneart som först beskrevs av Percy Sladen 1882.  Radiaster tizardi ingår i släktet Radiaster och familjen Radiasteridae. Inga underarter finns listade i Catalogue of Life.